# Corbii Mari
Corbii Mari è un comune della Romania di 8 337 abitanti, ubicato nel distretto di Dâmbovița, nella regione storica della Muntenia.
Il comune è formato dall'unione di 9 villaggi: Bărăceni, Corbii Mari, Grozăvești, Moara din Groapă, Petrești, Podu Corbencii, Satu Nou, Ungureni, Vadu Stanchii.